# Barmke
Barmke ist ein Ortsteil der niedersächsischen Kreisstadt Helmstedt in Deutschland.

## Geografie
Barmke liegt circa 7 km nordwestlich des Stadtkerns von Helmstedt in einer Senke zwischen dem Lappwald im Osten und dem Dorm im Westen. Am Ostrand des Siedlungsgebietes liegt der zu Mariental gehörende Buschmühlenteich, der vom Buschmühlengraben durchflossen wird und südöstlich von Barmke ein Moorgebiet durchquert. Die Bundesautobahn 2 Hannover – Berlin ist die Nordgrenze des Siedlungsgebiets. Der Stadtteil ist ländlich strukturiert und hat gegenwärtig ca. 820 Einwohner (Stand: 2021).

## Geschichte
Die erste urkundliche Erwähnung des Dorfes erfolgte im Jahr 1150.

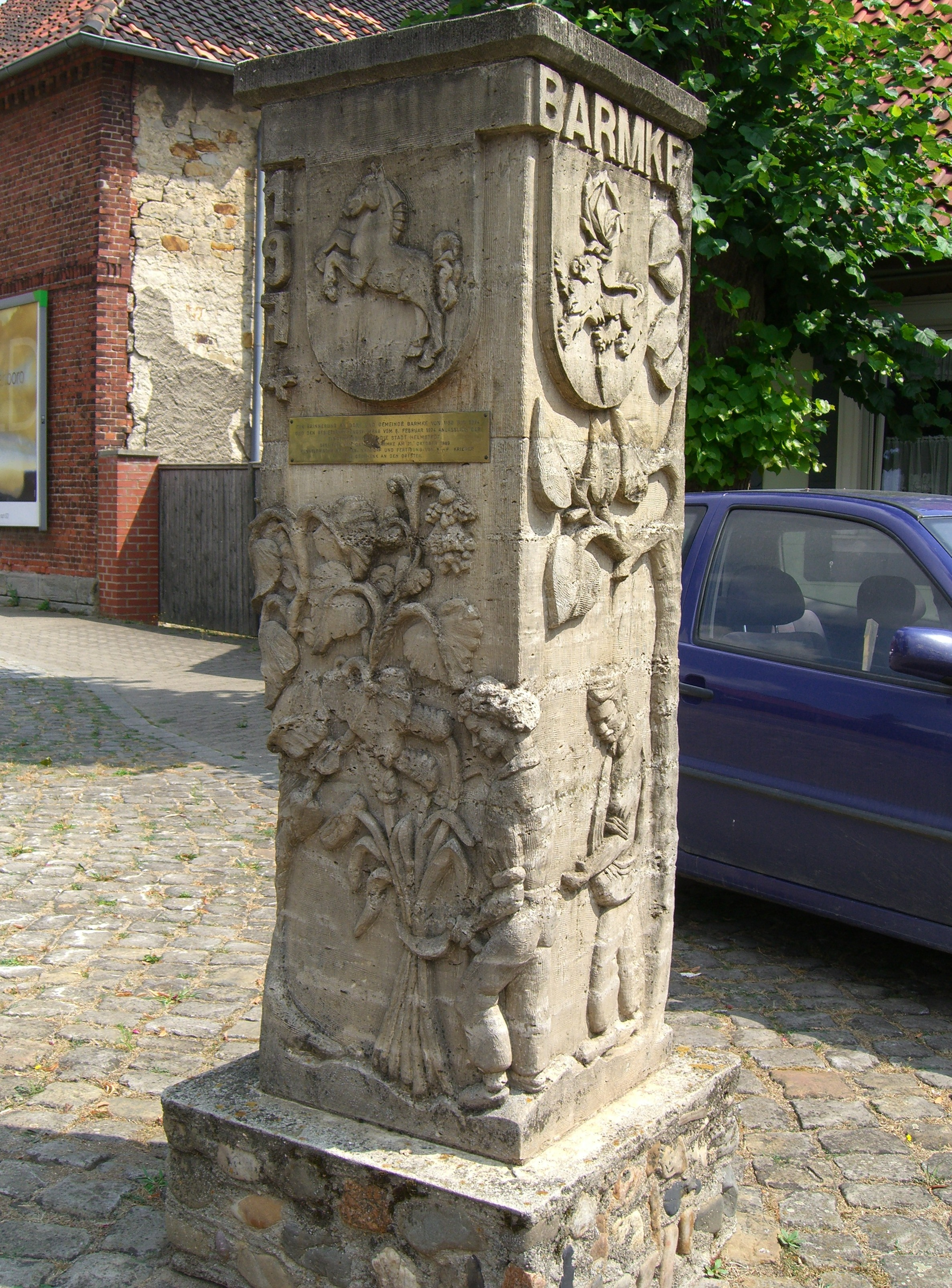
Dorfstein in Barmke
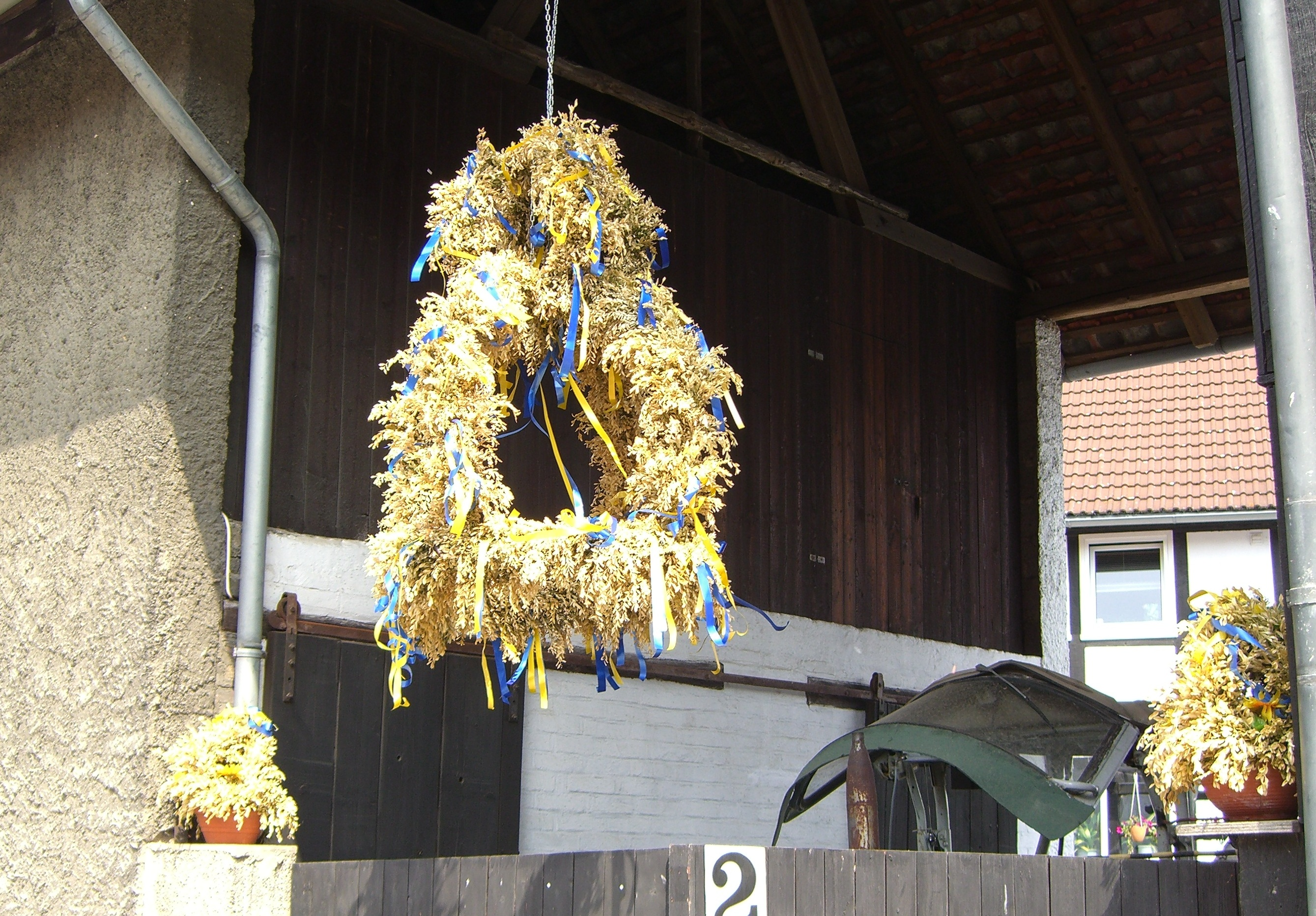
Erntekrone in Barmke
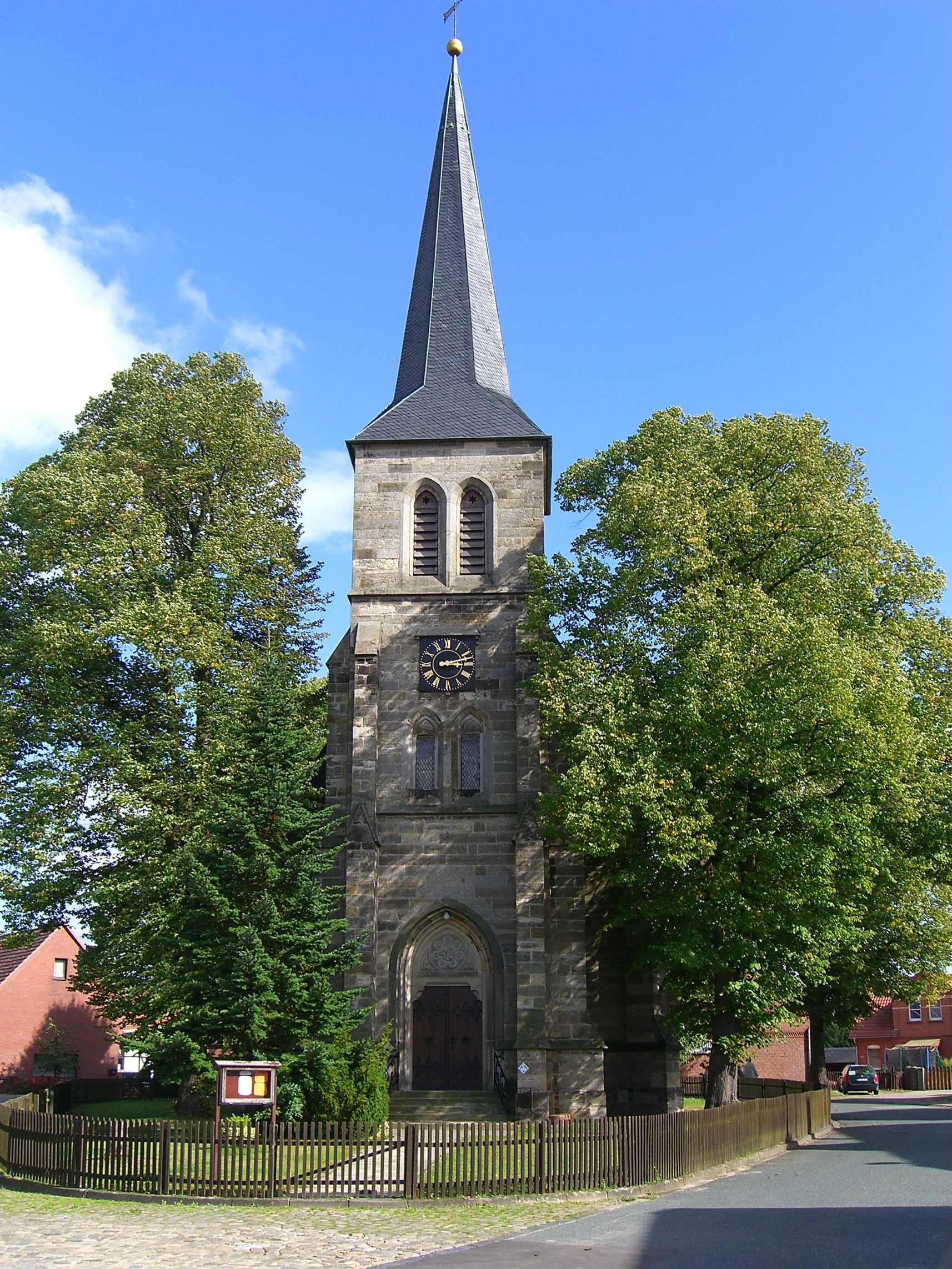
Dorfkirche in Barmke

Seit 1896 bestand in Barmke eine Postagentur.
Am 1. März 1974 wurde Barmke in die Kreisstadt Helmstedt eingegliedert. 1974 wurde auch die Molkerei in Barmke geschlossen.

### Einwohnerentwicklung
| Jahr      | 1999 | 2000 | 2001 | 2002 | 2003 | 2004 | 2005 | 2006 | 2007 | 2008 | 2009 | 2010 |
| --------- | ---- | ---- | ---- | ---- | ---- | ---- | ---- | ---- | ---- | ---- | ---- | ---- |
| Einwohner | 829  | 798  | 788  | 804  | 795  | 802  | 796  | 810  | 820  | 808  | 805  | 794  |

## Politik

### Ortsrat
Der Ortsrat von Barmke zählt sieben Mitglieder. Die Sitzverteilung stellt sich seit der letzten Kommunalwahl am 12. September 2021 wie folgt dar:
| Ortsrat 2021–2026Insgesamt 7 Sitze - SPD: 2 - ÖDP: 1 - CDU: 4 |
| Ortsratswahl 2021 %706050403020100 60,15 %22,93 %11,58 %5,34 %n. k. % CDUSPDÖDPAfDGrüneGewinne und Verlusteim Vergleich zu 2017 %p 12 10 8 6 4 2 0 −2 −4 −6 −8−10−12+0,84 %p−1,76 %p+11,58 %p+0,11 %p−10,77 %pCDUSPDÖDPAfDGrüne |

| Parteien und Wählergemeinschaften | Parteien und Wählergemeinschaften           | % 2016  | Sitze 2016 | % 2011  | Sitze 2011 | % 2006  | Sitze 2006 |
| CDU                               | Christlich Demokratische Union Deutschlands | 58,90   | 4          | 60,38   | 4          | 73,09   | 5          |
| SPD                               | Sozialdemokratische Partei Deutschlands     | 33,60   | 2          | 34,78   | 3          | 26,91   | 2          |
| AfD                               | Alternative für Deutschland                 | 7,50    | 1          | –       | –          | –       | –          |
| gesamt                            | gesamt                                      | 100     | 7          | 100     | 7          | 100     | 7          |
| Wahlbeteiligung in %              | Wahlbeteiligung in %                        | 69,95 % | 69,95 %    | 74,77 % | 74,77 %    | 66,77 % | 66,77 %    |

### Bürgermeister
Ortsbürgermeister ist seit 2011 Stefan Weferling (CDU). Sein Vorgänger war von 1991 bis 2011 Wittich Schobert (CDU). Dieser wurde 2011 zum Bürgermeister der Kreisstadt Helmstedt gewählt.

### Wappen
| | Blasonierung: „Roter Herzoglöwe und der gebogene Abtstab“ |
| Wappenbegründung: In ersten urkundlichen Erwähnungen gehörte das Dorf Heinrich dem Löwen, welcher es an das Kloster Marienthal schenkte. Höfe und Ländereien fielen unter den Krummstab der Mönche vom Marienthal. |                                                           |

## Verkehr
Unmittelbar nördlich des Ortes verläuft die Bundesautobahn 2, an der das Logistikzentrum eines großen Internetanbieters angesiedelt wurde. Östlich von Barmke verläuft die ausschließlich von Güterzügen befahrene Bahnstrecke Helmstedt–Oebisfelde.

## Vereine
In Barmke sind mehrere Vereine beheimatet, darunter der Sportverein TSV Barmke, die Freiwillige Feuerwehr und ein Schützenverein.